# Sabri Cheraïtia
Sabri Cheraïtia né le 23 mars 1996, à Alger, est un footballeur algérien, évoluant au poste d'arrière gauche au NC Magra.

## Carrière

### En club
Avec son club formateur du Paradou AC, il a inscrit trois buts en première division algérienne.

## Palmarès

### En clubs
- Champion de deuxième division algérienne en 2017 avec le Paradou AC.

- Vainqueur de la Coupe de Tunisie en 2021 avec le CS sfaxien.
- Champion d'Algérie en 2022 avec le CR Belouizdad.